# Philip Sawyer
Philip Sawyer (nascido em 29 de dezembro de 1951) é um ex-ciclista australiano que competiu nos Jogos Olímpicos de Verão de 1972, representando a Austrália.